# Юрій Руф

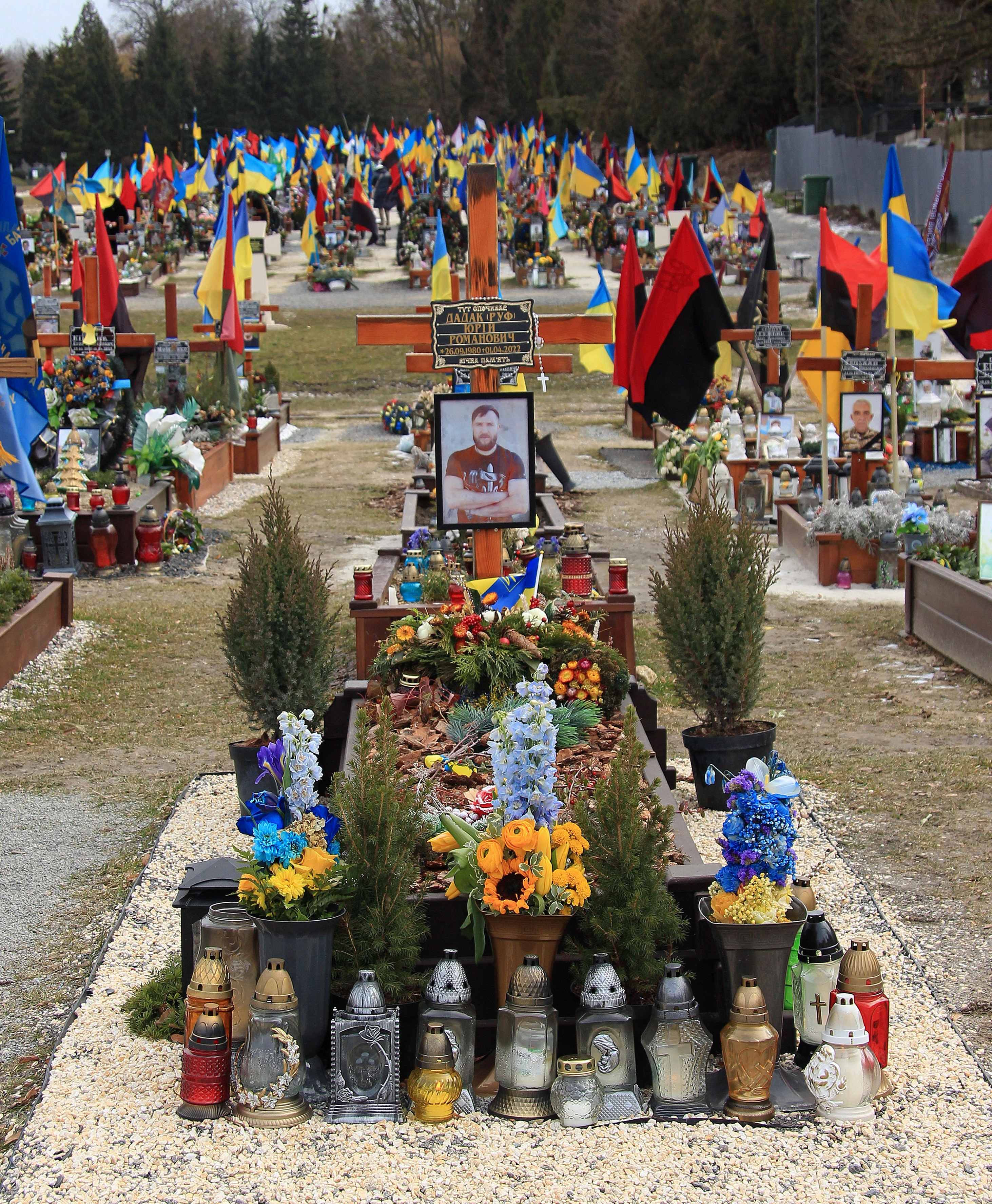

Юрій Руф (Юрій Романович Дадак; 26 вересня 1980, Бережани, Тернопільська область — 1 квітня 2022) — український поет, видавець, сценарист, засновник концептуального літературного проєкту «Дух Нації», що став впливовим у правому націоналістичному середовищі. Один із ідеологів українського наступального націоналізму та мілітарної rock-сцени. Послідовний критик усіх видів алко-субкультур. Стрілець 24 Бригади Короля Данила ЗСУ. За фахом — вчений-технолог у галузі математичних процесів деревообробки.

## Життєпис
Народився 1980 року в Бережанах, у сім'ї науковця Романа Михайловича Дадака. Виростав у Львові. 1997 року закінчив Львівський ліцей № 93. У 1997—2002 роках навчався в Національному лісотехнічному університеті України за фахом «Технологія деревообробки». Здобув диплом інженера-технолога. 2008 року став кандидатом технічних наук, захистивши дисертацію «Підвищення ефективності пиловловлення в процесах оброблення деревини та деревинних матеріалів». Обіймав посаду доцента кафедри технологій лісопиляння, столярних і дерев'яних будівельних виробів. У своїй науковій діяльності розробляв нормативи витрат деревини у дерев'яному домобудуванні, основи вловлювання та сепарування відходів у механічному обробленні деревини, а також очищення викидів деревообробних підприємств.

### Місія
Юрій Руф провадив активну громадську діяльність. 2015 року він став засновником ГО «Літературно-просвітницький проєкт „Дух нації“», що здобув популярність у правому націоналістичному середовищі.
Юрій почав складати вірші, коли йому було 14 років. 2011 прибрав собі псевдонім «Юрій Руф», готуючи до друку збірку «Багряна лірика».
Відомий критичними поглядами на сучасну українську поезію, де, за його словами, українців спекулятивно зображають аутсайдерами та нав'язують дегенеративні переживання. Вважав, що така поезія занижує самооцінку й національну волю. Цій лінії протиставив поетичну активність як мистецьку форму пропаганди націоналізму. В його декламаціях власних творів вчувалася войовнича містерія в дусі Олега Ольжича та Юрія Липи. Шанувальники описують його поезію як поклик священної війни й мілітаризму, що гартує бойовий дух та почуття національної гордості.
Серед публікацій: «Багряна лірика» (2012), «Час Революції» (2014), «На зламі епох» (2015). Вірші Руфа увійшли до сучасних націоналістичних поетичних збірок «Голос крові» (2013) і «Відлуння свинцевих громовиць» (2015).
Збірка «На зламі епох» (2015) присвячена воїнам Нової російсько-української війни. Вона містить твори, що карбують імена цілих військових частин та окремих героїв, назви боїв та різноманітні воєнні події.
2018 року вийшла ілюстрована книжка для дітей «Казковик», яка вкладалася в його концепцію проактивної педагогічної роботи з юнацтвом — він сам витрачав багато особистого часу на виступи перед підлітками як у школах, так і вишкільних таборах різноманітних націоналістичних формацій.
2021 року видано останню прижиттєву книжку «Ваніль чи сталь?!», яку націоналістична критика зараховує до найсильніших у його творчості.

### Рок-сцена
З юності вихований у традиціях готичного та панк-року. Серед гуртів, що справили винятковий вплив на світогляд — The Offspring та Кому Вниз.
На слова Юрія Руфа створено пісні «Соколи» та «Молись» (гурт «Залізний хрест»), «В Рядах Безсмертних» (гурт «Геннадій Пересвіт & друг Залізняк»), «Пліч-о-пліч» та «Реклама» (гурт «Nachtigall»), «До Дня Героїв» (гурт «Друже Музико», альбом «Офензива»), «Українець» (гурт «FliT»), що дає підстави говорити про автора як про одного з ідеологів мілітарної рок-сцени України.
Протягом багатьох років Юрій Руф був ведучим та сценаристом мілітарі-фестивалю «Холодний Яр».
Також мав здобутки в різноманітних антиалкогольних кампаніях, пропагуючи серед молоді здоровий спосіб життя та цінність здорового тіла.

### Участь у війні проти РФ
З перших днів повномасштабного російського вторгнення в Україну був добровольцем на фронті. У складі львівської 24-ї бригади воював на Луганщині. Загинув від ворожого мінометного обстрілу 1 квітня 2022 року. 9 квітня 2022 року похований з належними почестями на Личаківському цвинтарі м. Львова.
Одною з мотивацій бути присутнім у війську вважав демосковщення широких вояцьких кіл, які були вражені нігілізмом до української мови та високих ідеологічних завдань.

### Родина
Мешкав у Львові, виховував дві доньки.

## Наукові праці
- Ляшеник А. В. Шкідливість пилу деревини від дерево оброблення / А. В. Ляшеник, Ю. Р. Дадак, Р. Р. Клима // Науковий вісник: зб. наук.-техн. праць. — Львів: НЛТУ України. — 2015. — Вип. 25.1. — С. 174—179.
- Максимів В. М. Зниження втрат тиску пневмосистеми для транспортування подрібненої деревини / В. М. Максимів, Ю. Р. Дадак, А. В. Ляшеник, Л. М. Дорундяк // Науковий журнал «Технічний сервіс агропромислового, лісового та транспортного комплексів». — 2015. — № 3. — С. 192—197.
- Дадак Ю. Р. Чинники комплексного вирішення питання екологічної ефективності процесів знепилення на деревообробних підприємствах / Ю. Р. Дадак, А. В. Ляшеник // Науковий вісник: зб. наук.-техн. праць. — Львів: НЛТУ України. — 2016. — Вип. 26.7. — С. 277—284.
- Дадак Ю. Р. Математична модель турбулентного руху запиленого повітря в циклоні / Ю. Р. Дадак, Л. О. Тисовський, А. В. Ляшеник // Науковий вісник: зб. наук.-техн. праць. — Львів: РВВ НЛТУ України. — 2016. — Вип.26.8. — С. 308—315.
- Дадак Ю. Р. Числове дослідження впливу окремих елементів аспіраційної системи на її експлуатаційні характеристики / Ю. Р. Дадак, А. В. Ляшеник, Л. О. Тисовський // Науковий вісник: зб. наук.-техн. праць. — Львів: РВВ НЛТУ України. — 2017. — Вип. 27.6. — С. 164—167.

## Літературні твори
- «Багряна лірика» (2010); (2012 — доповнена)
- «Голос крові» (2013) — співавтор
- «Час Революції» (2014)
- «На зламі епох» (2015)
- «Голос барикад та бліндажів» (2015) — співавтор
- «Відлуння свинцевих громовиць» (2015) — співавтор
- «Вектор протидії» (2016)
- «Вектор протидії. На зламі епох» (2018)
- «Казковик» (2018)
- «Ваніль чи сталь?!» (2021)

## Нагороди
- 14 травня 2022 р. — орден «За мужність» III ступеня (посмертно)[6]
- 6 грудня 2023 р. — «Почесний знак Святого Юрія» (посмертно)[7]

## Вшанування пам'яті
- Гурт «Тінь Сонця» присвятив Юрію Руфу пісню «Новий Світанок»[8]
- Гурт «KARNA» присвятив Юрію Руфу пісню «Мама Галичина»[9]
- Гурт «Фліт» присвятив Юрію Руфу пісню «Українець»
- У місті Хмельницький на його честь перейменували вулицю Чехова.[10]
- У селі Малечковичі перейменували вулицю Бічну Чайковського[11]
- У Львові на честь Юрія Руфа перейменували вулицю Некрасова[12].
- У Кременчуці вулицю Леонова перейменували на честь Юрія Руфа.
- У Коломиї його іменем назвали міське озеро.[13].
- Артур Крук написав пісню на слова Юрія Руфа «Поки всі сплять»[14]
- У Львові в вересні 2022 року на фасаді ліцею, де навчався Юрій Руф встановили пам'ятну таблицю.[15]
- 19 квітня 2023 року, у Львові в «Технологічному фаховому коледжі ДВНЗ „Національний лісотехнічний університет України“» встановили меморіальну дошку.[16]
- У місті Кам'янець-Подільський вулицю Ценського перейменовано на вулицю Юрія Руфа.
- У Львові на вул. Коломийській, 8 (Сихів) 8 червня 2024 року відкрили мурал присвячений Юрію Руфу[17].